# Valsuri (Chopin)
Valsulrile lui Frédéric Chopin sunt piese cu o lungime moderată care aderă la valsul tradițional de 3/4, dar sunt remarcabil de diferite de valsurile vieneze anterioare,deoarece nu erau destinate dansului, ci pentru concerte.  Unele dintre ele sunt accesibile de către pianiști moderați, dar cele mai dificile dintre ele necesită o tehnică avansată. Invitația la dans a lui Carl Maria von Weber a fost un model timpuriu pentru valsurile lui Chopin.
Chopin a început să compună valsuri din 1824, când avea paisprezece ani, și a continuat până la moartea sa, în 1849.
Probabil cele mai faimoase valsuri sunt  Minute Waltz în D-flat major și Waltz in C-sharp minor, Op. 64, No. 2 din 1847, două din ultimul set de valsuri publicate înainte moartea sa (Op. 64).

## Fundal
Sunt treizeci și șase de compoziții interesante pentru studenții valsurilor Chopin.
Chopin a publicat opt valsuri în timpul vieții sale. Mai mult de cinci au fost publicate cu numere posth. opus în deceniul de după moartea sa, și de atunci alte șapte au fost publicate, fără numere opus. Dintre acestea, două sunt considerate îndoielnice. Aceasta aduce totalul la optsprezece valsuri canonice, deși adesea acestea nu sunt numerotate după primele paisprezece.
Valsurile de optsprezece includ o piesă care nu a fost denumită; este în 3/4 timp cu indicatorul tempo Sostenuto și are unele caracteristici ale unui vals, deci este adesea (dar nu universal) catalogat cu valsurile.
În plus, rămân:
1. Valsurile extinse în mâini private și indisponibile cercetătorilor.
2. Cateva valsuri au fost distruse.
3. Câteva valsuri au fost pierdute.
4. Valsurile a căror dovezi documentare există dar MSS nu sunt cunoscute ca fiind existente.

## Lista valsurilor făcute sau atribuite lui Chopin
| Series Număr | Cheie                                  | Compusă                     | Publicată    | Opus            | Brown   | Kobylańska | Chominski | Dedicat                                                       | Notes |
| ------------ | -------------------------------------- | --------------------------- | ------------ | --------------- | ------- | ---------- | --------- | ------------------------------------------------------------- | --- |
| 1            | Grande valse brillante în E-flat major | 1831–32                     | 1834 (Iunie) | Op. 18          | B.62    |            |           | Laura Horsford                                                | Grande valse brillante în E-flat major; folosit în Les Sylphides |
| 2            | A-flat major                           | 1835                        | 1838         | Op. 34/1        | B.94    |            |           | Josefine von Thun-Hohenstein                                  | Cele trei valsuri(din Op.34), au fost publicate de asemenea cu numele de Grandes valses brillantes, dar acest titlu,de obicei, este rezervat pentru Waltz în E-flat major, Op. 18 |
| 3            | A minor                                | 1834                        | 1838         | Op. 34/2        | B.64    |            |           | Baronesa C. d'Ivry                                            | Cele trei valsuri(din Op.34), au fost publicate de asemenea cu numele de Grandes valses brillantes, dar acest titlu,de obicei, este rezervat pentru Waltz în E-flat major, Op. 18 |
| 4            | F major                                | 1838                        | 1838         | Op. 34/3        | B.118   |            |           | Mlle. A. d'Eichthal                                           | Cele trei valsuri(din Op.34), au fost publicate de asemenea cu numele de Grandes valses brillantes, dar acest titlu,de obicei, este rezervat pentru Waltz în E-flat major, Op. 18 |
| 5            | Waltz în A-flat major, Op. 42          | 1840                        | 1840         | Op. 42          | B.131   |            |           |                                                               | Grande valse; câteodată numit 2/4 waltz deoarece tema principală sună ca în 2/4 contra unui bas de 3/4. |
| 6            | Minute Waltz în D-flat major           | 1847                        | 1847         | Op. 64/1        | B.164/1 |            |           | Contesa Delfina Potocka                                       | Valse du petit chien este titlul dat de Chopin pentru acest vals, care mai este numit și Minute Waltz |
| 7            | Waltz în C-sharp minor, Op. 64, No. 2  | 1847                        | 1847         | Op. 64/2        | B.164/2 |            |           | Baronesa Nathaniel de Rothschild (= Charlotte de Rothschild)  | Folosit în Les Sylphides și Secret |
| 8            | Waltz în A-flat major, Op. 64, No. 3   | 1847                        | 1847         | Op. 64/3        | B.164/3 |            |           | Contesa Katarzyna Branicka (sau Bronicka)                     | |
| 9            | Waltz în A-flat major, Op. 69, No. 1   | 1835 (24 Septembrie)        | 1852         | Op. posth. 69/1 | B.95    |            |           | Charlotte de Rothschild, Mme Peruzzi and Maria Wodzińska      | L'adieu |
| 10           | Waltz în B minor, Op. 69, No. 2        | 1829                        | 1852         | Op. posth. 69/2 | B.35    |            |           | Wilhelm Kolberg                                               | |
| 11           | G-flat major                           | 1832                        | 1855         | Op. posth. 70/1 | B.92    |            |           |                                                               | Folosit în Les Sylphides |
| 12           | F minor/A-flat major                   | 1841 (Iunie)                | 1855         | Op. posth. 70/2 | B.138   |            |           | Marie de Krudner, Mme. Oury, Élise Gavard & Contesa Esterházy | |
| 13           | D-flat major                           | 1829 (3 Octombrie)          | 1855         | Op. posth. 70/3 | B.40    |            |           |                                                               | |
| 14           | Waltz în E minor                       | 1829 (? 1830–35)            | 1868         | Op. Posth       | B.56    | KK IVa/15  | P1/15     |                                                               | |
| 15           | Waltz în E major, Op. posth.           | 1829–30                     | 1871–72      | -               | B.44    | KK IVa/12  | P1/12     |                                                               | |
| 16           | A-flat major                           | 1827                        | 1902         | -               | B.21    | KK IVa/13  | P1/13     | Emilia Elsner                                                 | [ note 2 ] |
| 17           | E-flat major                           | 1827                        | 1902         |                 | B 46    | KK IVa/14  | P1/14     | Emilia Elsner                                                 | [ note 3 ] |
| 18           | E-flat major                           | 1840                        | 1955         | -               | B.133   | KK IVb/10  |           | Émile Gaillard                                                | Cu pedala "Sostenuto"; nu este mereu clasificat ca un vals |
| 19           | Waltz in A minor                       | 1847–49                     | 1955, 1958   | Op. Posth       | B.150   | KK IVb/11  | P2/11     |                                                               | Publicație Needitată Paris 1955; editor Jack Werner 1958 |
| 20           | F-sharp minor                          | 1838 (?)                    | 1932         | -               |         | KK Ib/7    | A1/7      |                                                               | Nu este de Chopin; prima piblicație a fost făcută în 1861, și în 1986 publicat suh numele de Valse mélancolique de Stanislaw Dybowski pe bi-săptămânalul "Ruch Muzyczny", dar în 2012 descoperit de Luca Chierici că este o versiune mai scurtă a unei piese a lui Charles Mayer numită Le Régret, op. 332. |
| -            | C major                                | 1824 (?)                    | -            | -               |         | KK Vb/8    |           |                                                               | Pierdut |
| -            | A minor                                | 1824                        | -            | -               | -       | KK Vf      |           | Contesa Lubienska                                             | Pierdut |
| -            | C major                                | 1826                        | -            | -               |         | KK Vb/3    |           |                                                               | MS l-a distrus; copia primei linii făcută de sora lui Chopin, Ludwika |
| -            | A-flat major                           | 1827                        | -            | -               |         | KK Vb/4    |           |                                                               | MS l-a distrus; copia primei linii făcută de sora lui Chopin, Ludwika |
| -            | D minor                                | 1828                        | -            | -               |         | KK Vb/6    |           |                                                               | La Partenza; MS l-a distrus;copia primei lini făcută de sora lui Chopin,Ludwika |
| -            | A minor                                | 1829                        | -            | -               |         |            |           |                                                               | Descoperit în 1937; a fost în posesia lui H. Hinter Bergeral Vienei, dar se crede distrus |
| -            | A minor                                | 1829 (?)                    | -            | -               | -       | -          |           |                                                               | Schițe pentru un preludiu și temă principală |
| -            | A-flat major                           | 1829–30 (21 decembrie 1830) | -            | -               |         | KK Vb/5    |           |                                                               | Menționată într-o scrisoare de la Chopin pentru familia lui, 21 decembrie 1830; MS l-a distrus; copia primei linii făcută de sora lui Chopin, Ludwika |
| -            | E-flat major                           | 1829–30                     | -            | -               |         | KK Vb/7    |           |                                                               | MS l-a distrus; copia primeii linii făcută de sora lui Chopin, Ludwika |
| -            | C major                                | 1831                        | -            | -               |         |            |           |                                                               | MS l-a distrus; copia primei linii făcută de sora lui Chopin, Ludwika |
| -            | ?                                      | 1845 (by)                   | -            | -               | -       | KK Ve/12   |           |                                                               | Menționat în jurnalul lui L. Niedźwiecki |
| -            | B major                                | 1848 (12 October)           | -            | -               | B.166   | KK Va/3    |           | Mrs Erskine                                                   | MS în mâini private și inaccesibile |
| -            | B-flat major                           | 1849                        | -            | -               |         |            |           |                                                               | Descoperit în 1952; în possesia lui Arthur Hedley |
| -            | E-flat major                           | 1829-30                     | -            | -               |         | KK Vb/7    |           |                                                               | Menționată în scrisorile de la Breitkopf to Izabelei Barcińska în 1878 |
| -            | ?                                      | ?                           | -            | -               | -       | KK Ve/10   |           |                                                               | Listat în catalogul de licitații, Paris, Martie 1906 |
| -            | ?                                      | ?                           | -            | -               | -       | KK Ve/11   |           |                                                               | Menționată într-o scrisoare de la Breitkopf Izabelei Barcińska în 1878 |
| -            | ?                                      | ?                           | -            | -               | -       | KK Vf      |           |                                                               | Mai multe valsuri; Pierdute |